# Ahosaari (ö i Luhango)
Ahosaari är en liten ö i Finland. Den ligger i mellersta delen av sjön Päijänne och i kommunen Luhango i den ekonomiska regionen  Joutsa och landskapet Mellersta Finland, i den södra delen av landet, 170 km norr om huvudstaden Helsingfors. Öns area är 16 hektar och dess största längd är 0,7 kilometer i öst-västlig riktning.